# Don McCafferty
Donald William McCafferty (* 12. März 1921 in Cleveland, Ohio, USA; † 28. Juli 1974 in Pontiac, Michigan) war ein US-amerikanischer American-Football-Spieler und -Trainer in der National Football League (NFL).

## Spielerlaufbahn
McCafferty spielte als Offensive Lineman an der Ohio State University. In den Jahren 1941 und 1942 wurde er von seinem College aufgrund seiner sportlichen Leistungen ausgezeichnet. Im Jahr 1942 spielte er im College-All-Star-Game.
Don McCafferty wurde im Jahr 1943 von den New York Giants in der 13. Runde an 116 Stelle gedraftet. Er spielte in dem von Steve Owen betreuten Team nur eine Saison als End und zog in diesem Jahr mit der Mannschaft in das NFL Championship Game ein, wo man den Chicago Bears mit 24:14 unterlag.

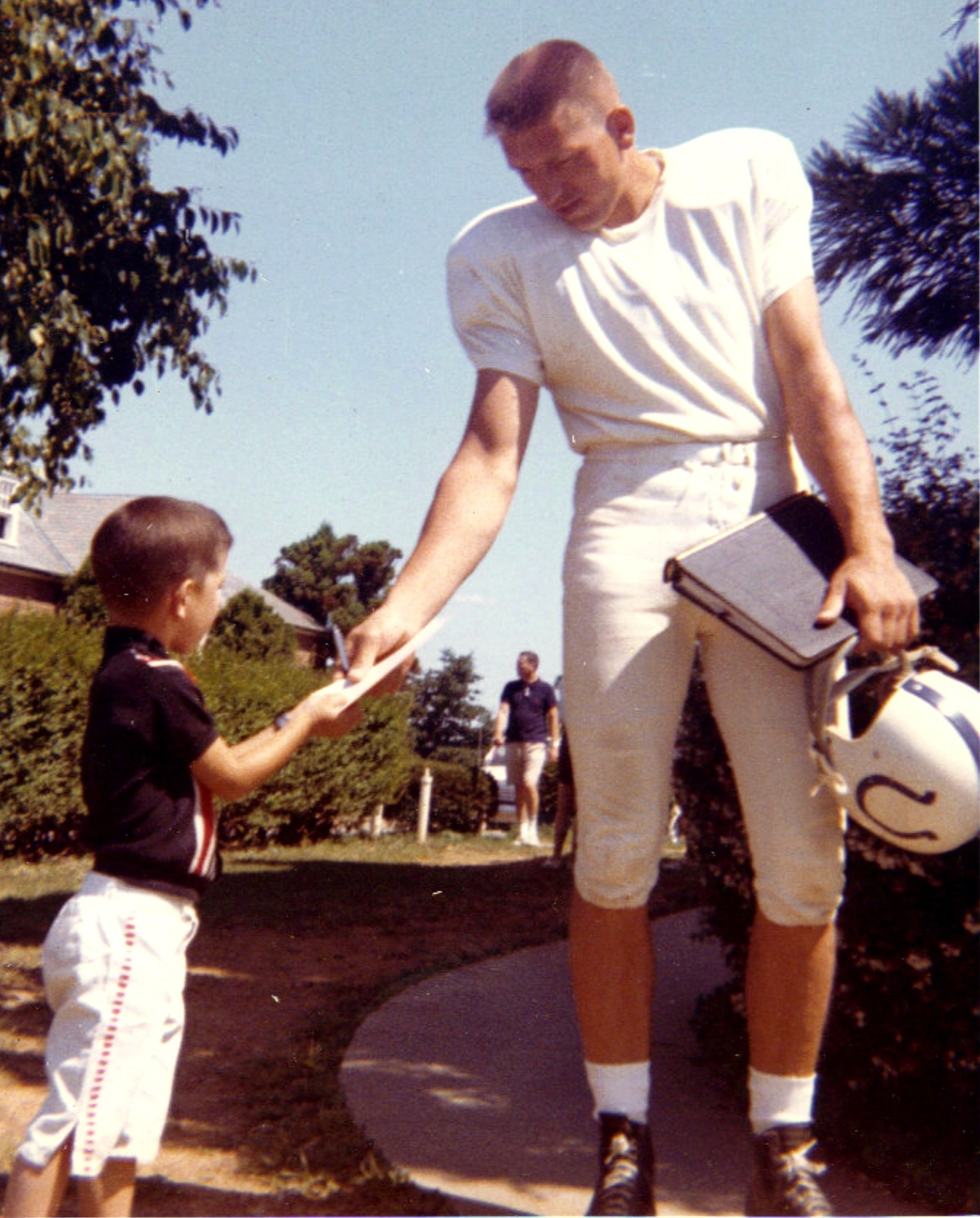
Johnny Unitas

## Trainerlaufbahn
Don McCafferty war von 1948 bis 1959 Assistenztrainer an der Kent State University, bevor er von 1959 bis 1962 Offensive Coordinator von Weeb Ewbank, dem damaligen Head Coach der Baltimore Colts, wurde. Quarterback der Colts war mit Johnny Unitas einer der besten Spieler, der jemals auf dieser Position gespielt hat. Bereits in seinem ersten Jahr gewannen die Colts das NFL-Meisterschaftsspiel gegen die New York Giants mit 31:16.

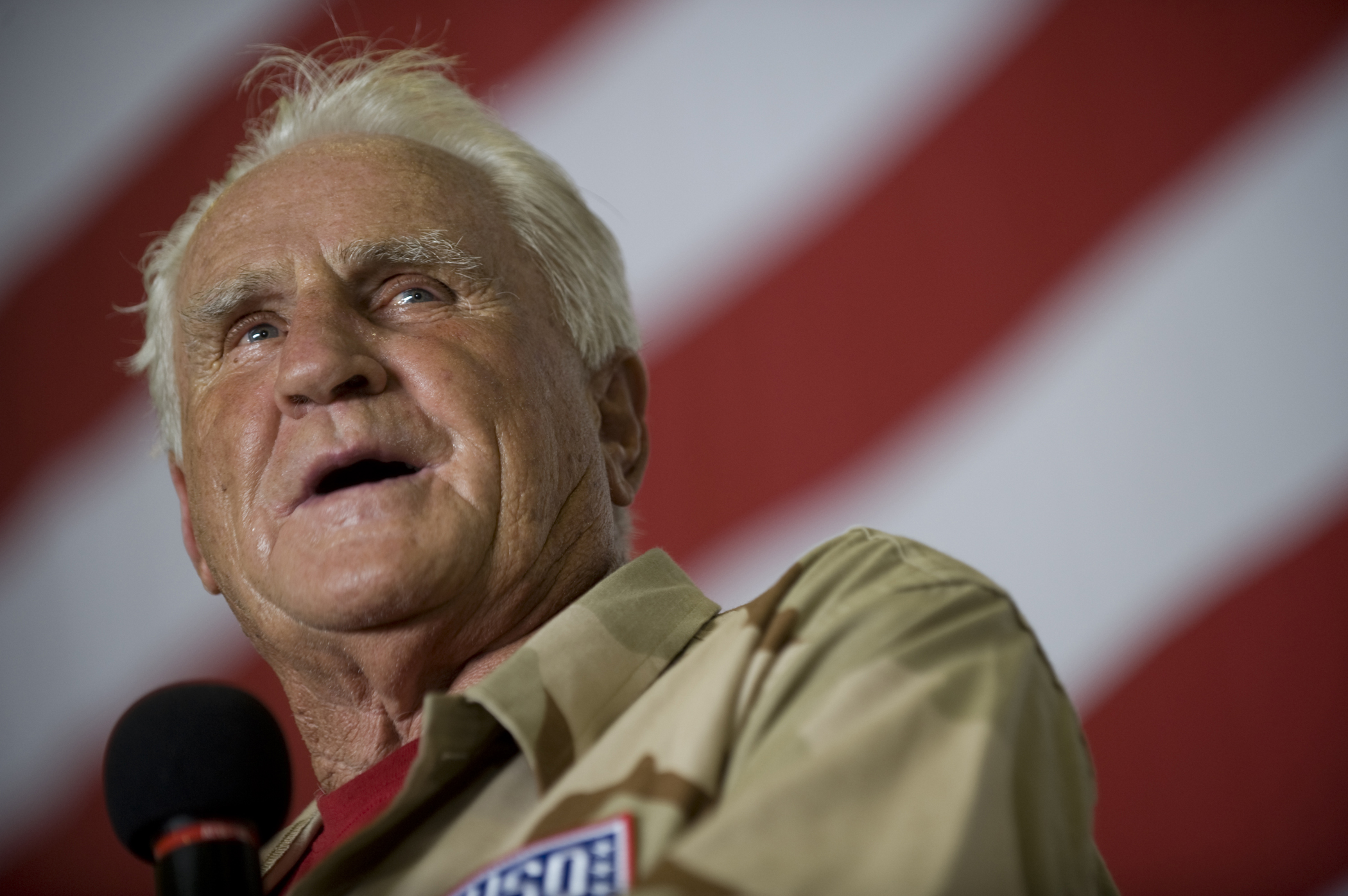
Don Shula

Ewbank wurde 1962 von den Colts entlassen und durch Don Shula ersetzt. McCafferty blieb bei den Colts und wurde Assistent von Shula. Der Trainerwechsel brachte zunächst keinen messbaren Erfolg für die Colts. Erst 1964 konnte die Mannschaft aus Baltimore wieder in die Play-offs einziehen, im Endspiel unterlag man aber den Cleveland Browns mit 27:0. In der Saison 1965 unterlagen die Colts den Green Bay Packers im Meisterschaftsspiel mit 13:10. Aufgrund einer Knieverletzung konnte McCafferty nicht auf Unitas zurückgreifen, was das magere Ergebnis von 32 Yards Raumgewinn durch Passspielzüge in diesem Spiel erklärte.
Nach erfolglosen Jahren 1966 und 1967 gelang den Colts erst in der Spielrunde 1968 der Einzug in das AFL-NFL Championship Game, der später in Super Bowl III umbenannt wurde. Earl Morrall hatte mittlerweile Unitas von der Position des Starting Quarterbacks verdrängt. Das NFC Championship Game wurde gegen die Browns mit 34:0 überlegen gewonnen. Gegner im Super Bowl waren die mittlerweile von Ewbank trainierten New York Jets. Deren Quarterback Joe Namath hatte vor dem Spiel öffentlich einen Sieg seiner Mannschaft über die favorisierten Colts angekündigt und dann Taten folgen lassen. Die Colts, die wieder auf Unitas als Quarterback zurückgegriffen hatten, verloren mit 16:7.
Vor der Saison 1970 wechselte Shula zu den Miami Dolphins und wurde durch McCafferty ersetzt. Mit einer Bilanz von 11 Siegen aus 14 Spielen gelang ihm in seinem ersten Jahr als Head Coach der Einzug in die Play-offs, wo man im AFC Championship Game zunächst die Oakland Raiders mit 27:17 besiegte. In einem engen Spiel gelang dann noch ein 16:13-Sieg im Super Bowl V gegen die von Tom Landry trainierten Dallas Cowboys. Obwohl die Colts auch im folgenden Jahr 1971 in die Play-offs einziehen konnten und erst im AFC Championship Game gegen die Dolphins mit 21:0 verloren, wurde McCafferty im Laufe der Saison 1972 aufgrund einer Niederlagenserie und weil er sich weigerte Unitas auf die Reservebank zu verbannen vom General Manager seiner Mannschaft entlassen.
1973 unterschrieb er einen Vertrag bei den Detroit Lions. McCafferty erlitt 1974 einen Herzinfarkt, an welchem er verstarb. Er ist in Timonium, Maryland beerdigt.